# Revolvers 1872 et 1878

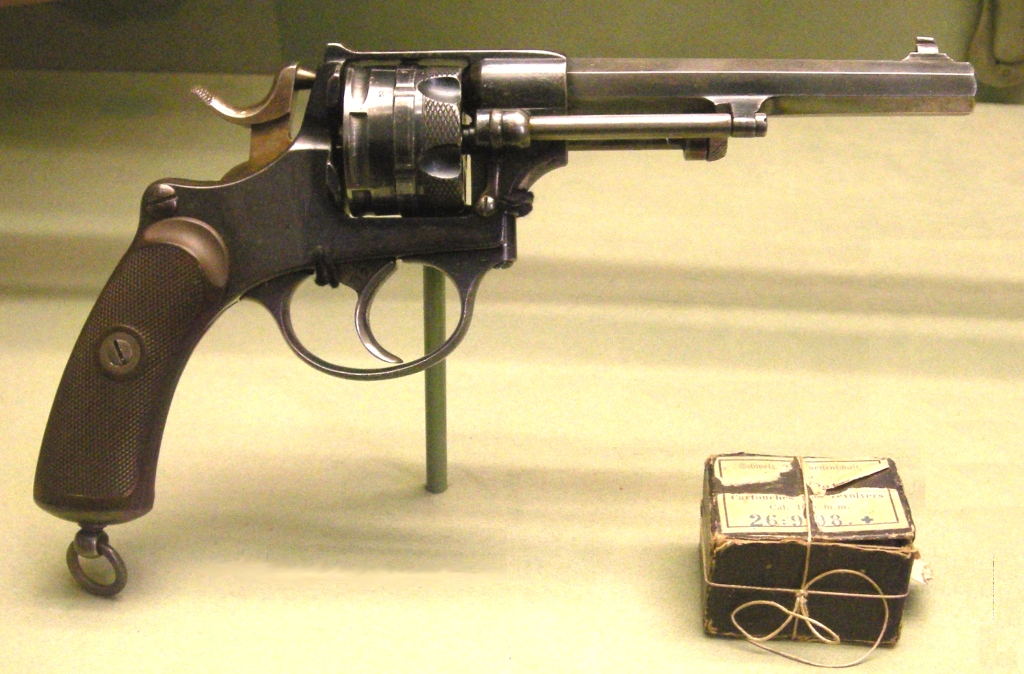
Revolver Model 1878

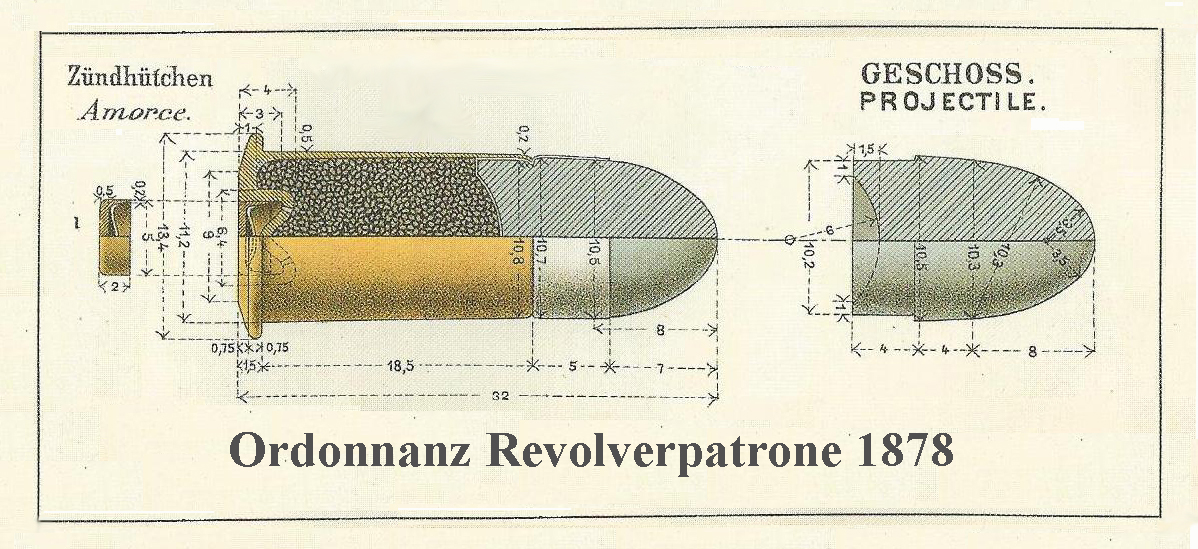
Cartouche à percussion centrale, Ordonnance 1878

Les revolvers d'ordonnance modèles 1872 et 1878 furent réglementaires dans l'Armée suisse. Ils furent fabriqués en Belgique par Pirlot Frères pour les modèles 1872 puis en Suisse par la Waffenfabrik Bern pour les modèles 1878.

## Les Modèles 1872 & 1872/78
Ces révolvers fonctionnent en simple et double action avec éjection individuelle des étuis vides. De conception Chamelot-Delvigne, ils sont donc très proches mécaniquement du Revolver Mas 1873-1874 11 mm. 
Le modèle 1872 employait une munition à percussion annulaire, puis fut transformé pour tirer la munition à percussion centrale (modèle 1872-1878).

## Le Modèle 1878
Le modèle 1878 était directement chambré pour la cartouche à percussion centrale. Sa mécanique est un système Warnant avec chien rebondissant modifié par le Lieutenant-colonel Rudolf Schmidt. Contrairement au modèle 1872, il est dépourvu de portière de chargement mais équipé d'un système d'indexation des chambres du barillet pour les amener devant la tige d'éjection.

## Évolution
Ces révolvers furent remplacés par les Revolvers 1882 et 1882/1929 dès 1882.

## Sources
Cette notice est issue de la lecture des revues spécialisées et documents suivants :
- Ordonnance et planches du revolver Suisse modèle de 1878, lithographie F Lips Berne 1879
- Cibles (Fr)
- AMI (B, disparue en 1988)
- Gazette des armes (Fr)
- Action Guns  (Fr)